# Babel Music XP
Babel Med Music, devenu Babel Music XP en 2023, est un forum des musiques du monde se déroulant chaque année en mars au Dock des Suds, à Marseille, associant des concerts et un marché de professionnels de la musique. 

## Historique
En 2005, l'association Latinissimo, déjà organisatrice de la Fiesta des Suds, crée l'événement Babel Med Music, qui est à la fois un  marché de professionnels de la musique dans la journée, sur les musiques du monde, et un festival de musiques le soir avec des concerst opuverts au public. Un événement donc hybride, à mi-chemin entre le festival et le marché spécialisé. Les concerts ont lieu au 
Dock des Suds. En 2012, 15 000 personnes assistent au forum dans la journée et aux concerts. Il réunit en 2013, sur la partie du marché destinés aux professionnels environ 2 500 professionnels de 52 nationalités différentes autour de 170 stands. En 2013 toujours, quatre scènes accueillent, dans la partie festival de musique, 36 concerts et 190 artistes venus des cinq continents. En 2017, selon les organisateurs, la manifestation rassemble 2 000 professionnels du monde entier, pour le marché, et 15 500 spectateurs pour les concerts. Après 13 éditions, l'événement s'arrête pourtant en 2017, à la suite du retrait par la région Provence-Alpes-Côte d’Azur de son soutien financier,.
Il est relancé en 2023, sous le nom de Babel Music XP, toujours avec une partie consacrée à un marché de professionnels et une partie festival avec des concerts. Il a élargi ses sources de financement, qui incluent toujours un soutien de la région.